# Сицилия в древнегреческой мифологии

## Список персонажей
- Адран.
- Акест.
- Акеста. Дочь троянца Гиппота. Её отец, боясь за её жизнь, отправил её в Италию. Бог реки Кримисс обернулся псом или медведем и овладел ею, она родила сына Акеста[1]. Её должны были отдать на съедение чудовищу[2].
- Акид.
- Алпос. Гигант из Сицилии. Порождение Геи[3], имел сотню голов, побежден Дионисом на мысе Пелоре[4]. en:Alpos
- Анап. (Анапис./Анапос.)[5] Водный бог на Сицилии. Возлюбленный Кианеи[6]. Его представляют в образе мужчины[7]. en:Anapos
- Андрокл. Сын Эола и Кианы. Царствовал в части Сицилии[8].
- Аретуса.
- Ахат. Сикелийский владыка. Участник индийского похода Диониса[9]. Состязался на колесницах в играх по Офельту[10].
- Бероя. Жена тмарийца Дорикла. Её облик принимает Ирида, являясь к троянкам в Сицилии[11].
- Битей. Полководец сиканов, убитый Гераклом, которому поклоняются как герою[12].
- Букол. «Волопас». Прозвище Дафниса[13].
- Буфон. Полководец сиканов, убитый Гераклом, которому поклоняются как герою[12].
- Галатея.
- Галеон. Гадатель с Сицилии[14].
- Гелим. Участвовал в погребальных играх по Анхису, состязался в беге[15]. См. Элим.
- Глихат. Полководец сиканов, убитый Гераклом, которому поклоняются как герою[12].
- Дафнис.
- Дорикл. Тмариец. Муж Берои[16].
- Занкл. Царь города Занклы (позже Мессена). Для него Орион создал насыпь и соорудил порт Акта[17]. По Гекатею, рожден Геей[18].
- Камарина. Нимфа, дочь Океана, покровительница города Камарина[19].
- Киана.
- Киклопы. Народ, вытеснивший феаков из их прежней земли[20].
- Кокал.
- Кримис. Речной бог в Сицилии, отец Акеста[21]. Овладел Эгестой в облике собаки[22]. Его эгестийцы представляют в облике мужчины[7]. Или река в Сицилии, около которой он поселился[23].
- Критид. Полководец сиканов, убитый Гераклом, которому поклоняются как герою[12].
- Ксения. Возлюбленная Дафниса[24].
- Левкаспид. Полководец сиканов, убитый Гераклом, которому поклоняются как герою[12]. О нём сохранились эпиграфические свидетельства[25]. На сицилийских монетах изображается в виде обнаженного атлета[26].
- Моргет. Стал царем после Итала, по его имени народ назван моргетами. Его преемником стал Сикел[27].
- Мотия. По Гекатею и Гелланику, женщина, которая показала Гераклу, куда разбрелись его стада, и её именем назвали город на островке у южного побережья Сицилии[28]. На о. Мотия раскопан финикийский город[29].
- Палики.
- Панопей. Юноша с Сицилии, спутник Акеста. Участник состязаний в беге на играх в честь Анхиса[30].
- Педиакрат. Полководец сиканов, убитый Гераклом, которому поклоняются как герою[12].
- Пелор. Прозвище Ориона[31]. Башня Пелора стояла в Регии[32].
- Пимплеида. Возлюбленная Дафниса. См. Талия.
- Порпак. Божество источника в Сицилии, которому поклоняются эгестийцы[7].
- Семетида. (Симайтида.) Нимфа. Родила от Фавна Акида[33].
- Сикан. Сын Бриарея, брат Этны[34].
- Сикел.
- Сикел. Слуга Ахата, участник индийского похода Диониса[35].
- Солунт. Герой из Сицилии. Геракл вступил с ним в поединок и убил[36]. Он же Солой, убитый Гераклом в Западной Сицилии, по Стесихору[37]. Царь финикийского города Солоеида.
- Стратон. По Антиоху Сиракузскому, вывел колонию сикелов на остров под натиском энотров и опиков[38].
- Талия.
- Телмесс. Речной бог в Сицилии, которому поклоняются эгестийцы[7].
- Феремон. Сын Эола и Кианы. Царствовал в части Сицилии[8].
- Фооса. (Тооса.) Нимфа. Дочь Форка. Родила от Посейдона Полифема[39]. Фооса
- Фринак. По поэме Филостефана Киренского «Об островах», царь, от которого названа Фринакия[40]. Возможно, тождествен сыну Гелиоса.
- Харибда.
- Эгест. См. Акест.
- Элим.
- Энтелл. Старый боец, спутник Акеста. Участвовал в погребальных играх по Анхису, победил в кулачном бою[41].
- Эрик.
- Этна.
- Эхенаида. Нимфа, возлюбленная Дафниса, взяла с него обещание не любить смертную[42].

Легендарные персонажи:
- Антифем. Основатель Гелы, из Линда на Родосе[43].
- Поллий. Из Аргоса[44], легендарный царь Сиракуз[45].

## Киклопы
- Акамант (киклоп)[46]. Киклоп из Сицилии[47].
- Аргес. Один из киклопов, участник индийского похода Диониса[48].
- Аргилип. («блестящий») Один из киклопов, участник индийского похода[49].
- Галимед. (Халимедес.) Киклоп, участник индийского похода Диониса[48]. Сражался с Певкетием[50]. Состязался в метании диска в играх по Офельту[51].
- Евриал. Киклоп, участник индийского похода Диониса[52].
- Полифем (киклоп).
- Трахий. (Трахиос.) Киклоп, участник индийского похода[48].
- Элатей. Киклоп, участник индийского похода Диониса[52].

## Топонимы
- Камик. Город в Сицилии[53]. Критяне осаждали его пять лет, но взять не смогли[54].
- Лилибей. Гавань[55].
- Милетиды. В Сиракузах был род Милетидов из ионийской Халкиды, изгнан из города и основал Гимеру[56].
- Ортигия. О-в около Сиракуз, названный по имени Артемиды Ортигией[57]. Перепел — единственное животное, кроме человека, подверженное припадкам эпилепсии[58].Ортиджа
- Паликов озеро. На Сицилии[59]. Палики — два одинаковых как близнецы бездонных источника, от них тяжелый запах[60].
- Пелор. Мыс Сицилии[61].
- Сиканы. Народ, пришли из Испании[62].
- Сикания. Название Сицилии[63], до того она называлась Тринакрия[64].
- Сикелы. Народ, упоминаются в египетских надписях[65]. Эпихарм вставлял в комедии сикельские слова[66].
- Сицилия[67].
- Фринакия. (Тринакия). («трезубая») (Тринакрия. «трехвершинная») Остров. Дельфийский оракул назвал так Сицилию[68]. Там паслись коровы Гелиоса[69] Когда спутники Одиссея варили коров, они мычали в котле[70]. Она же Тринакрия или Фринакида[71]. Тринакия
- Эгеста. Город в Сицилии (лат. Сегеста.)
- Элимы. Народ в Сицилии[72]. Троянцы, переселившиеся в Сицилию[73]. В Сегесте найдены граффити на элимском языке[74].
- Энна. Место в Сицилии[75]. Его называли центром земли[76].
- Этна. Гора[77].